# Área de Conservação da Paisagem de Papioru
A Área de Conservação da Paisagem de Papioru é um parque natural localizado no condado de Viljandi, na Estónia.
A área do parque natural é de 4 hectares.
A área protegida foi fundada em 1964 para proteger o vale do rio de declive íngreme (em estoniano:  sügav järsunõlvaline sälkorg).